# Zinkgruberne i Allmannajuvet
Zinkgruberne i Allmannajuvet  ((norsk) Sinkgruvene i Allmannajuvet ) er et nedlagt mineanlæg i Sauda i Ryfylke, Rogaland, Norge. Minerne i Allmannajuvet (juv betyder kløft)  var starten på det første industrieventyr i Sauda i 1881, og nogle af tunnelerne er i dag beskyttet,  og åbne for rundvisninger under navnet Sauda Ferie & Fritid. Det var Sauda Grubekompani som startede med at udvinde zink, men i 1887 købte The Norwegian Zink Co. Ltd mineselskabet og driften. C. D. Gilbert drev gruberne da driften blev nedlagt i 1889. I alt blev der udskibet 12.000 ton zinkmalm fra Sauda Havn. Minerne er en del af Ryfylkemuseet.